# Kaija Saariaho
Kaija Anneli Saariaho z domu Laakkonen (ur. 14 października 1952 w Helsinkach, zm. 2 czerwca 2023 w Paryżu) – fińska kompozytorka.
Mieszkała i pracowała w Paryżu. W lutym 2021 roku zdiagnozowano u niej nowotwór mózgu.

## Odznaczenia
Odznaczona kawalerią Orderu Sztuki i Literatury (1997) oraz kawalerią Orderu Narodowego Zasługi (2006).

## Kompozycje
- Verblendungen (1984)[3]
- Lichtbogen (1986)[4]
- Io (1987)[5]
- Nymphéa (1987)[6]
- Petals (1988)[7]
- Du cristal... (1989)
- ...à la Fumée (1990)
- Graal théâtre (1994)
- Oltra Mar (1999)
- L’Amour de loin (2000)[8][9]
- Orion (2002)
- Adriana Mater (2005)
- Asteroid 4179: Toutatis (2005)
- La Passion de Simone (2006)
- Adriana Mater (2006)
- Notes on Light (2006)
- Terra Memoria (2007)
- Laterna Magica (2008)
- Émilie (2010)
- D’Om le Vrai Sens (2010)
- Circle Map (2012)
- Maan varjot (2013)
- True Fire (2014)
- Trans (2015)
- Only The Sound Remains[10]

## Dyskografia
- Graal Théâtre – Gidon Kremer; BBC Symphony Orchestra; Esa-Pekka Salonen – Sony SK60817
- L’Amour de loin – Gerald Finley; Dawn Upshaw; Finnish National Opera; Esa-Pekka Salonen – Deutsche Grammophon DVD 00440 073 40264
- Nymphéa – Cikada String Quartet – ECM New Series 472 4222